# Irving Rapper
Irving Rapper (Londen, 16 januari 1898 – Los Angeles, 20 december 1999) was een in Groot-Brittannië geboren Amerikaans regisseur.

## Levensloop en carrière
In 1941 startte Rapper zijn filmcarrière. Shining Victory met James Stephenson en Geraldine Fitzgerald was zijn eerste film die hij regisseerde. Hij maakte veel films met Bette Davis, onder meer Now, Voyager (1942), The Corn is Green (1945) en Deception (1946). Zijn laatste film was Born Again uit 1978 met Dean Jones en Anne Francis.
Rapper overleed eind 1999 op 101-jarige leeftijd.
- Biblioteca Nacional de España: XX1092376
- Bibliothèque nationale de France: cb13942590m (data)
- Gemeinsame Normdatei: 121153967
- International Standard Name Identifier: 0000 0000 5922 8000
- Library of Congress Control Number: no90016825
- Nationale Bibliotheek van Tsjechië: xx0168013
- Nationale Bibliotheek van Israël: 987007342196105171
- Nederlandse Thesaurus van Auteursnamen: 125099185
- SNAC: w6x64dg1
- Système universitaire de documentation: 147117925
- Union List of Artist Names: 500473880
- Virtual International Authority File: 14963214
- WorldCat: E39PBJyx9QrPCQYbHxxxJJfDv3